# Кауэнга (перевал)
Перевал Кауэнга (англ. Cahuenga Pass) также известный под испанским названием Пасео-де-Кауэнга — невысокий горный перевал через восточную оконечность гор Санта-Моника в районе Голливуд-Хиллз города Лос-Анджелес, Калифорния. Его высота составляет 227 м (745 футов). Перевал Кауэнга соединяет бассейн Лос-Анджелеса с долиной Сан-Фернандо через американское шоссе 101 (Голливудское шоссе) и бульвар Кауэнга. Это самый низкий перевал в горах.

## История
Название Кауэнга происходит от названия деревни тонгва под названием Кавенга, что, вероятно, означает на горе.
Здесь произошло два крупных сражения: битва при перевале Кауэнга в 1831 году (драка между местными поселенцами и назначенным мексиканцами губернатором и его людьми; двое погибли) и битва при Провиденсии, или Вторая битва при перевале Кауэнга, в 1845 году (между местными жителями из-за того, стоит ли отделяться от Мексики; одно из сражений закончилось смертью, убиты лошадь и один мул). Оба они находились в долине Сан-Фернандо, недалеко от современного Студио-Сити, а пушечные ядра до сих пор иногда находят во время раскопок в этом районе. На маршруте, ведущем к историческому Эль-Камино-Реал, историческое значение перевала также отмечено указателем вдоль бульвара Кауэнга. Этот район назван Пасео-де-Кауэнга.